# Prottes
Prottes osztrák mezőváros Alsó-Ausztria Gänserndorfi járásában. 2020 januárjában 1457 lakosa volt. 

## Elhelyezkedése

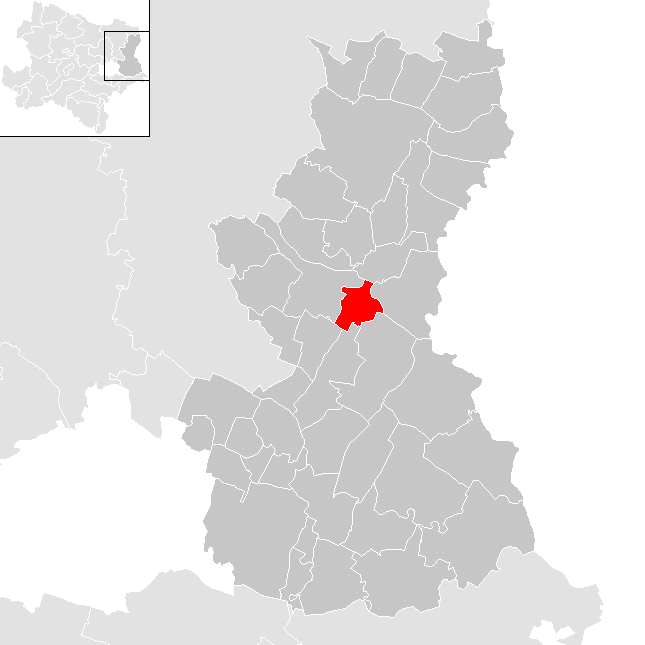
Prottes a Gänserndorfi járásban

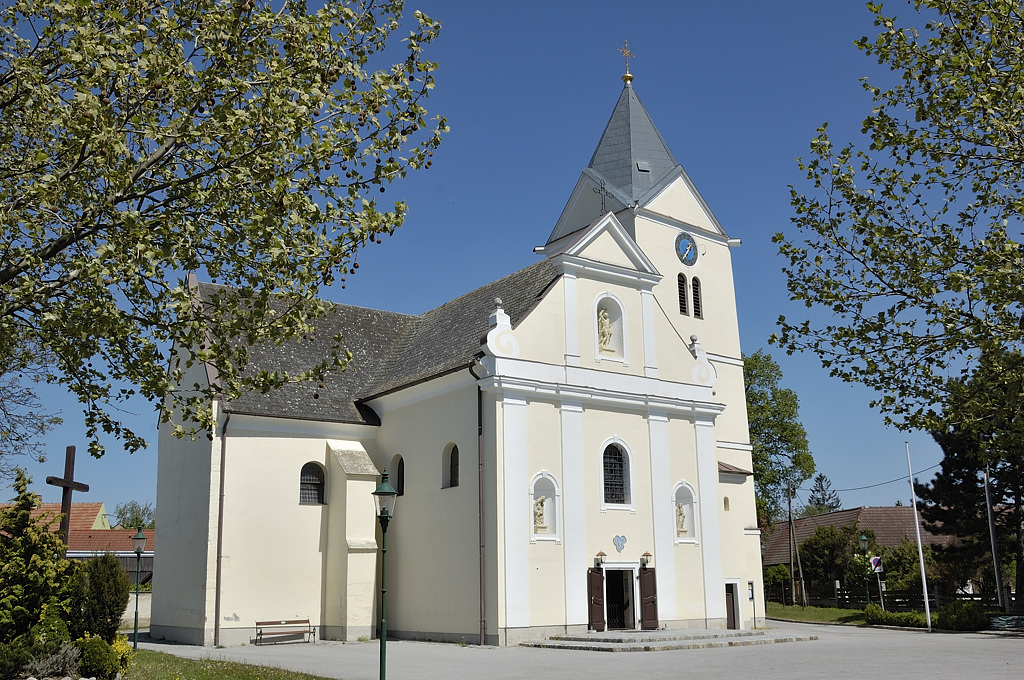
A Mária mennybevétele-plébániatemplom

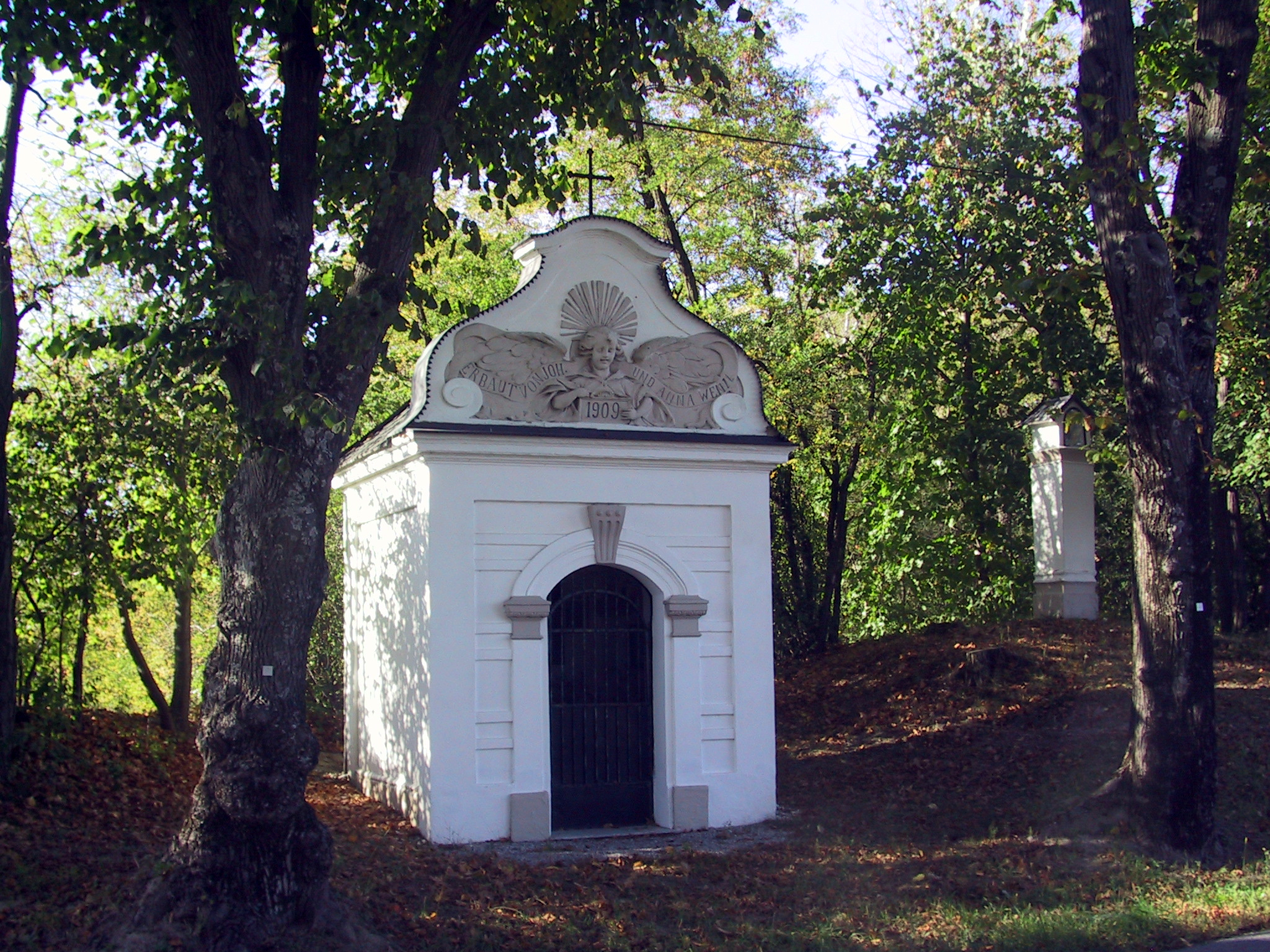
A Vencel-kápolna

Prottes a tartomány Weinviertel régiójában fekszik a Morva-mező északi részén. Területének 8,5%-a erdő, 75,8% áll mezőgazdasági művelés alatt. Az önkormányzat egyetlen településből és katasztrális községből áll.  
A környező önkormányzatok: északra Ebenthal, keletre Angern an der March, délkeletre Weikendorf, délre Gänserndorf, délnyugatra Schönkirchen-Reyersdorf, nyugatra Matzen-Raggendorf.  

## Története
Prottest 1115-ben említik először. 1359-ben Hermann von Landenberg tartományi marasall szerezte meg, aki egyesítette matzeni uradalmával; ez a helyzet évszázadokig fennmaradt. 1645-ben, a harmincéves háborúban a svédek szállták meg a falut; Bécs 1683-as ostromakor a törökök kifosztották. 1700-ban a Kinsky grófok szerezték meg a birtokot, amely egészen 1848-ig az övék maradt. 1713-ban az utolsó pestisjárvány sújtotta a települést. 1809-ben Napóleon katonái szállták meg Prottest. Az 1832-es kolerajárvány 45 áldozatot követelt. 1849-ben megalakult a községi önkormányzat és először választottak polgármestert. Az első világháborúban 42, a másodikban 83 prottesi polgár vesztette életét. 

## Lakosság
A prottesi önkormányzat területén 2020 januárjában 1457 fő élt. A lakosságszám 1991 óta gyarapodó tendenciát mutat. 2018-ban az ittlakók 89,3%-a volt osztrák állampolgár; a külföldiek közül 0,8% a régi (2004 előtti), 3,3% az új EU-tagállamokból érkezett. 6,1% a volt Jugoszlávia (Szlovénia és Horvátország nélkül) vagy Törökország, 0,6% egyéb országok polgára volt. 2001-ben a lakosok 81,8%-a római katolikusnak, 2,2% evangélikusnak, 2% ortodoxnak, 4,5% mohamedánnak, 8,4% pedig felekezeten kívülinek vallotta magát. Ugyanekkor a legnagyobb nemzetiségi csoportokat a német (93%) mellett a törökök (2%) és a szerbek (1,6%) alkották. 
A népesség változása:

| 2016 | 1 410 |
| 2023 | 1 445 |

## Látnivalók
- a Mária mennybevétele-plébániatemplom
- a Vencel-kápolna
- a kőolaj-tanösvény

## Fordítás
- Ez a szócikk részben vagy egészben  a   Prottes című német Wikipédia-szócikk ezen változatának fordításán alapul.  Az eredeti cikk szerkesztőit annak laptörténete sorolja fel. Ez a jelzés csupán a megfogalmazás eredetét és a szerzői jogokat jelzi, nem szolgál a cikkben szereplő információk forrásmegjelöléseként.